# Consell Cultural de les Valls d'Àneu
El Consell Cultural de les Valls d'Àneu és una entitat catalana creada el 1983 per fomentar la cultura de les Valls d'Àneu. El 2016 va rebre la Creu de Sant Jordi pel seu treball de recuperació, conservació, restitució i difusió del patrimoni cultural d'aquesta subcomarca del Pallars Sobirà, ben delimitada geogràficament i amb una personalitat històrica acusada. Creat el 1983 i guardonat amb el Premi Nacional de Cultura Popular el 1991, la seva trajectòria s'ha concretat en nombroses accions culturals i intervencions en el camp del patrimoni, que han esdevingut un paradigma en el Pirineu i contribueixen valuosament a afermar la identitat aneuenca. El seu president és Ferran Rella i Foro.